# 로카다스피데
로카다스피데(이탈리아어: Roccadaspide)는 이탈리아 캄파니아주 살레르노도에 위치한 코무네다.